# Alvarães
Alvarães là một đô thị thuộc bang Amazonas, Brasil. Đô thị này có diện tích 5911,75 km², dân số năm 2007 là 12856 người, mật độ 2,17 người/km².